# 小布因峰

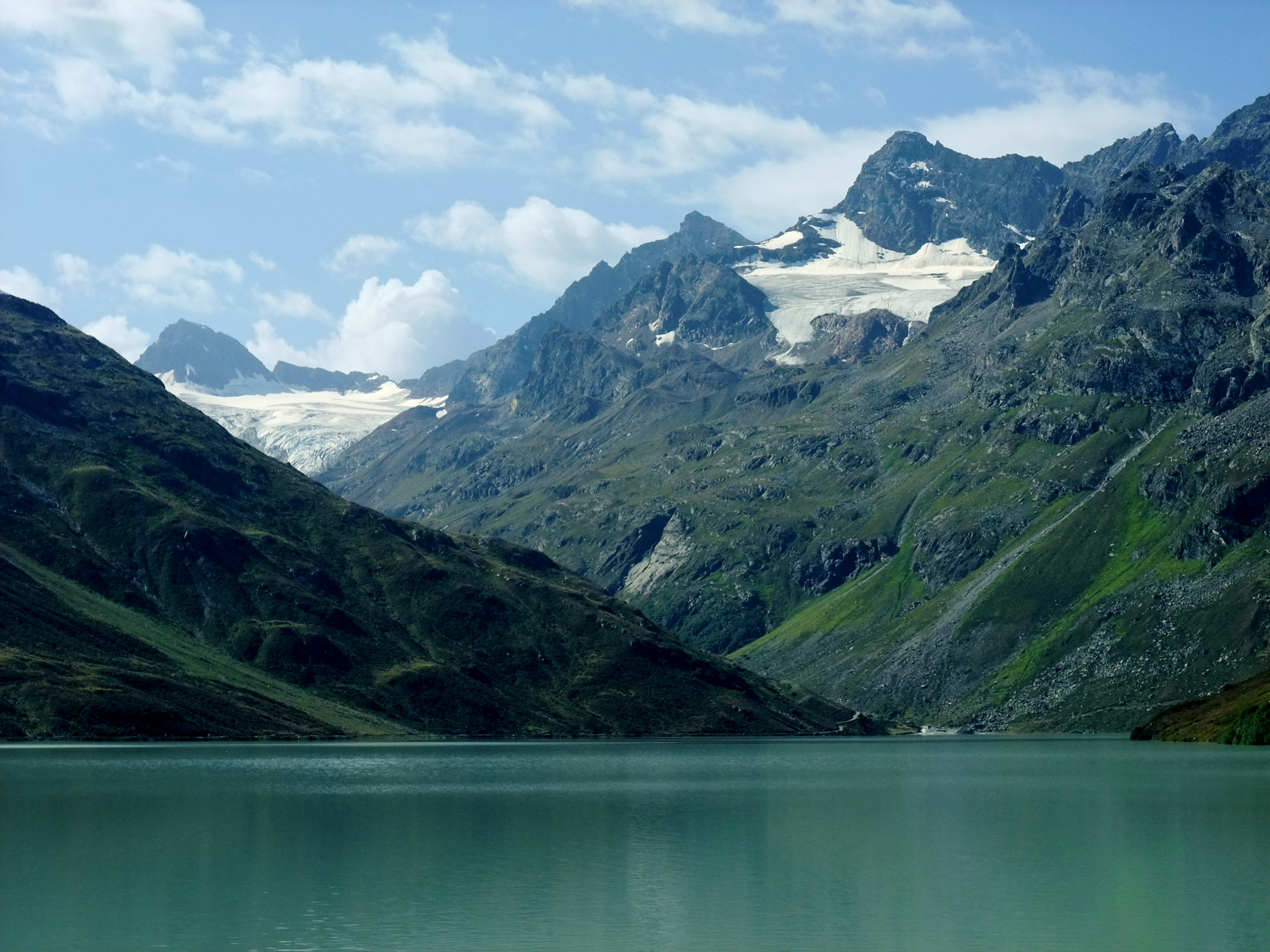

46°50′32″N 10°6′45″E / 46.84222°N 10.11250°E
小布因峰（德語：Kleiner Piz Buin），是中歐的山峰，位於奧地利和瑞士接壤的邊境，屬於錫爾夫雷塔阿爾卑斯山脈的一部分，距離布因峰0.6公里，人類在1868年8月24日首次登頂。